# 宇宙企画
宇宙企画（うちゅうきかく）は、アダルトビデオメーカー・ケイ・エム・プロデュース(KMP)のレーベルのひとつである。また、かつて存在した株式会社メディアステーションの創業時の社名であり、主力レーベルであった。
ブルーフィルムから初期のアダルトビデオに、それまで出演していた女性たちとは一線を画する容貌の女性を出演させ始めたメーカーである。

## 沿革
1981年10月に株式会社宇宙企画として創業。同年はビデオ市場向けのオリジナル作品（いわゆる「生撮り」ビデオ）が登場した年でもあり、時代がポルノからAVへと移行する中で、同社もビデオの特性を活かした新機軸の作品を次々と生み出し、主力メーカーとしての地歩を築いた。特に「素人生撮り」と題されたドキュメント作品は大きな反響を呼び、ストーリー性を主体としたポルノ作品からドキュメント作品へと市場の主力が変わる契機となった。
創業者の山崎紀雄は英知出版の創業者でもあり、アメリカ版プレイボーイの創業者になぞらえ、日本のヒュー・ヘフナーとも呼ばれた。山崎はルオーの世界的コレクターとも知られるようになり、印象派嗜好は絵画にとどまらず、後述の宇宙少女路線にも影響を与え、「夏服ワンピースを着た美少女が高原で麦わら帽子を手にして、カメラに向かって微笑。そこに環境BGMが流れる」というのちの美少女系AVの定番となるシーンは山崎が指示したものである。
1983年に田所裕美子による『ミス本番・裕美子19歳』が空前のヒットを記録した。ここから記名性のある美少女が本番行為に臨むという斬新な「美少女本番」路線を打ち出した。また、本作は美少女本番路線を打ち出しただけではなく、ストーリー性を排除し、性行為そのものを作品の軸に据える、性行為の場面のつなぎとして、イメージシーンやモノローグ、インタビューなどを使うといった演出を初めて行った作品で、現在の一般的なAVの基礎となる形を作り出した作品としても、AV業界では高く評価されている。これをきっかけに同社は美少女路線に主力を置くようになり、秋元ともみ、かわいさとみ、小森愛など、「宇宙少女」と呼ばれた美少女AV女優の作品を数多くリリース、独得の映像美と、ソフトでセンチメンタルな作風によって、熱心な固定ファンを獲得した。
また、一時期、当時の業界最大手プロダクションのバンビプロモーションと蜜月だった。
当時は傘下に英知出版を抱えており（のち独立、英知出版がかつて発行していた男性向け雑誌は北都系のジーオーティーが発行している）、英知出版の雑誌（Beppin、デラべっぴん等）で初ヌードを披露したのち宇宙企画でAVデビューというメディアミックスが功を奏した。
1980年代後半にAV業界が隆盛を迎えると、1989年にはより本番志向の「バズーカ」レーベルを始動、「宇宙企画」レーベル自体もより多様な展開を模索するようになる。
1990年11月には社名を「メディアステーション」に変更、以降、1990年代から2000年代にかけて、衛星事業・マルチメディア事業への参入など多様な事業展開を図り、2002年には販売及びレンタルよりも早く新作を期間限定で公開する公式映像サイト「宇宙企画CLUB」をスタート。インターネットによるブロードバンド配信事業もスタートさせている。
かつては「PIX」、「トンファー」、「EXERT」などのレーベルがあったが、2006年10月現在、女優物が「宇宙企画」、企画物は「バズーカ」レーベルに統一されている。
2006年4月より販売業務をケイ・エム・プロデュース（KMP）やレアル・ワークスの販売元であるトップ・マーシャルに移行した。

## 年譜
- 1981年10月 - 株式会社宇宙企画として創業、「宇宙企画」レーベル始動
- 1985年12月 - 「フレンズ」レーベル始動
- 1989年8月 - 「バズーカ」レーベル始動
- 1990年11月 - 社名を株式会社メディアステーションに変更
- 2001年1月 - 「PIX」レーベル始動
- 2002年10月 - 「トンファー」レーベル始動
- 2006年4月 - 販売業務をトップ・マーシャルに移行